# Costiera Amalfitana
Costiera Amalfitana − wyróżniony fragment wybrzeża po południowej stronie Półwyspu Sorrentyńskiego, rozciągający się od Positano na zachodzie do Vietri sul Mare na wschodzie. Region jest wpisany na Listę Światowego Dziedzictwa Kulturowego i Przyrodniczego Ludzkości.